# Kawtar Hafidi
Kawtar Hafidi ( en árabe: كوثر حفيظي‎   ) es una física nuclear experimental marroquí-estadounidense y directora asociada del laboratorio de ciencias físicas e ingeniería en el laboratorio nacional de Argonne. Es conocida por su investigación de los nucleones y la estructura nuclear y por sus actividades para promover la diversidad en la ciencia.

## Biografía
Hafidi creció en una familia musulmana devota en la capital de Marruecos, Rabat. Desde una temprana edad, mostró curiosidad por lo teórico. Según sus propias palabras, deseaba «aprender de qué está hecho Dios». Durante su juventud Hafidi fue miembro del equipo nacional de fútbol femenino de Marruecos en 1992. Tiene un cinturón marrón en la lucha de artes marciales mixtas.
Su padre la alentó para hacer una carrera científica. Hafidi completó su licenciatura en física teórica en la Universidad Mohammed V en 1995.
Hafidi viajó a  Francia para completar sus estudios de posgrado debido a la huelga de doctorandos por falta de empleo en 1995 y el cierre de escuelas de posgrado como respuesta del gobierno de Marruecos. Su familia la ayudó económicamente para que pudiera asistir a la Universidad Paris-Sud donde estudió la estructura electromagnética del deuterio y recibió un doctorado en 1999.
En París, Hafidi conoció a su esposo, Brahim, un físico tunecino. La pareja se casó en 1998, y se mudaron juntos a los Estados Unidos, y donde ambos trabajan como físicos en el Laboratorio Nacional Argonne. Tuvieron un hijo, Omar, en 2006. Hafidi ha reconocido el apoyo que le ha prestado su marido, es el principal cuidador de su hijo.

## Actividades profesionales
Hafidi se incorporó al Laboratorio Nacional Argonne como postdoctorada (1999-2002) y pasó a ser física asistente (2002-2006) y física (desde 2006). Como investigadora, Hafidi ha abordado campos técnicos en el desarrollo de detectores y software. Se ha interesado  por la dinámica de las partículas subatómicas ( nucleones ) y las fuerzas por las que se mantienen juntas, Hafidi colabora con un equipo de científicos para estudiar las distribuciones tridimensionales de partones (quarks subatómicos y gluones) en nucleones y núcleos mediante el uso de aceleradores de partículas. Al ajustar la velocidad e intensidad del acelerador, su equipo encontró evidencia concluyente de un estado de corta duración en el que los quarks son tan pequeños que se vuelven indetectables y pueden pasar a través de la materia sin interacción. Fue elegida miembro de la junta directiva del grupo de usuarios del acelerador de Jefferson Lab en 2010.
Dejó brevemente Argonne en 2013 para trabajar para el Departamento de Energía, Oficina de Física Nuclear. En 2015, regresó como Científica Jefe Asociada de Investigación y Desarrollo  en el Laboratorio Nacional Argonne. En 2017, fue nombrada Directora de la División de Física, y en 2018 devino Directora Asociada de Ciencias Físicas e Ingeniería.
Hafidi también dirige el programa Mujeres en Ciencia y Tecnología (WIST) de Argonne para promover el  desarrollo profesional de las mujeres en el laboratorio. También fue presidente del comité sobre la condición jurídica y social de la mujer en la física (CSWP) de la Sociedad Estadounidense de Física.

## Premios
- 1996: Beca de investigación para graduados, Agencia Atómica Francesa.[8]
- 2010: Premio al mentor sobresaliente, Oficina de Ciencias del DOE de EE. UU.
- 2011: Premio al Innovador, Asociación de Mujeres en la Ciencia.[14]
- 2012: Premio Pinnacle of Education, Universidad de Chicago y Argonne LLC.[15]
- 2014: Premio a la diversidad, Argonne Women in Science and Technology.